# Linda Lin Dai
Linda Lin Dai (chinesisch 林黛, Pinyin Lín Dài, Jyutping Lam4 Doi6; * am 26. Dezember 1934 als Chéng Yuèrú – 程月如, Jyutping Cing4 Jyut6jyu4 in Nanning, Guangxi; † am 17. Juli 1964 in Hongkong) war eine chinesisch-amerikanische Schauspielerin. Sie erhielt vier Mal beim Asia-Pacific Film Festival die Auszeichnung als Best Actress für die Filme The Golden Lotus, Diau Charn, Les Belles und Love Without End.

## Familie
Lin wurde 1934 als Cheng Yueru Tochter des Politikers Cheng Siyuan (程思遠, 1908–2005) zur Zeit der chinesischen Republik geboren. Lins Vater und ihre Mutter Jiang Xiuhua (蔣秀華) heirateten 1933, nach dem Ihr Vater 1930 zur Zeit des chinesischen Bürgerkriegs Sekretär der Kuomintang unter dem chinesischen Warlords Li Zongren wurde. Diese Ehe zerbrach 1940 und die sechsjährige Yueru – aka Linda – lebte mit ihrer Mutter in Guilin weiter. Mit dem Beginn der japanischen Invasion in China sorgte sich die Mutter um die Sicherheit und Zukunft ihrer Tochter und schickte sie schließlich nach Chungking zu ihrem Vater. Nach dem Zweiten Weltkrieg 1945 zog sie mit ihrem Vater zu Verwandten nach Nanking und ging dort weiter zur Schule. 1948 noch während ihrer schulischen Ausbildung förderte Lin die Wiederheirat ihres Vaters mit der 19-jährigen Shí Hóng (石泓) und infolgedessen bekam sie zwei Schwestern und ein Bruder als Halbgeschwister. Die Schwester leben heute in den USA und der Bruder weiter in Hongkong. Lin, Dai (林黛) ihr chinesisch künstlerisches Pseudonym als Schauspielerin ist letztlich eine homophone Lautübertragung ihres englischen Vornamen Linda.

## Leben
Die Kindheit Lins war geprägt vom politischen Unruhe und Instabilität im postfeudalen China. 1949 floh ihre Familie mit unter dem Eindruck von Mao Zedongs Machtergreifung nach Hongkong in die damalige britische Kronkolonie. 1950 ging sie in der New Asia College  1 – heute Teil der Chinesische Universität Hongkong – weiter zur Schule und wurde Kolumnistin der chinesischen Zeitung Zhengwu Bao  2. Aufgrund einer Fotografie des bekannten lokalen Fotografen Zong Weigeng (宗維賡)  3 wurden Schauspielagenten der Filmbranche auf sie aufmerksam. 1951 wurde sie erstmals Vertragsschauspielerin der linken Produktionsfirma Great Wall Movie Enterprises Ltd. Dort erhielt Cheng Yueru – aka Linda Lin Dai – ihren ersten Schauspielunterricht von Yuan Yang'an, dem Leiter von Great Wall Movie Enterprises  4. Aufgrund des politischen Hintergrunds ihrer Familie erhielt sie jedoch keine Rolle in den Filmproduktionen. Ihren ersten Kameraauftritt hatte sie 1952 nach ihrem Wechsel zu Yung Hwa Films  5. Sie spielte in Singing Under The Moon die weibliche Hauptrolle. Mit diesem Film wurde sie schlagartig berühmt und arbeitete von 1953 an als freiberufliche Schauspielerin. Als Zankapfel von Cathay Studio  6 – später MP & GI – und Shaw Brothers in Hongkong wurde sie von beiden Studios stark umworben. 1957 erhielt sie für ihren Auftritt in Golden Lotus – einer filmischen Adaption des chinesischen Romanklassikers Jin Ping Mei – den Titel Movie Queen bzw. Best Actress des Asian Film Festivals. Im nächsten Jahr spielte sie in dem Film Diau Charn die Rolle der Diaochan. 1961 und 1962 wurde sie wieder als „beste Schauspielerin“ ausgezeichnet, für ihre Filme Les Belles und Love Without End.
Neben ihrer Schauspielkarriere beschäftigte sich Lin mit Schauspiel- und Linguistikstudien an der New Yorker Columbia University. Dort lernte sie Long Shenxun, den fünften Sohn des ehemaligen KMT-Warlord und späteren Mitglied des Ständiger Ausschuss des Nationalen Volkskongresses Long Yun kennen, den sie am 12. Februar 1961 in Kowloon, Hongkong heiratete. Im Dezember 1961 wurde sie Patin der damals bekannten Kinderdarstellerin Petrina Fung Bobo (馮寶寶)  7. Ihr Sohn Long Zonghan wurde am 3. April 1963 in New York in den Vereinigten Staaten geboren.
Linda Lin Dai hatte vor ihrem Tod schon mehrere Selbstmordversuche unternommen. Am 17. Juli 1964 nahm sich Lin nach langwierigen Auseinandersetzungen mit ihrem Mann das Leben. Sie wurde auf dem St. Michael's-Friedhof in Happy Valley auf Hong Kong Island beigesetzt.
Anmerkungen

## Filmografie (Auswahl)
- 1953: Singing Under The Moon (翠翠 Cuicui)
- 1957: Golden Lotus (金蓮花 Jin Lianhua)
- 1958: Scarlett Doll (紅娃 Hong Wa)
- 1958: Diau Charn (貂蟬 Diao Chan)
- 1961: Les Belles (千嬌百媚 Qian Jiao Bai Mei)
- 1961: Love Without End (不了情 Bu Liao Qing)
- 1962: Madame White Snake (白蛇傳 Baishe Zhuan)
- 1966: Blue and Black (藍與黑 Lan yu Hei)

Quelle: Hong Kong Movie Database

## Auszeichnungen
Linda Lin Dai wurde wegen ihrer künstlerische Leistung für die Hongkonger Filmwelt auf der 2003 angelegte Hongkonger Avenue of Stars in Tsimshatsui, Kowloon, geehrt.